# 凯旋街道 (杭州市)
凯旋街道，中国浙江省杭州市上城区所辖街道，位于秋涛北路附近。总面积10平方千米，总人口8.4万人。

## 下辖社区
凯旋街道下辖以下地区：
景昙社区、景芳社区、景华社区、华家池社区、南肖埠社区、景秀社区、景新社区、景湖社区、金兰池社区、庆春门社区、金秋花园社区、凯西社区、景苑社区和庆和社区。